# Saado Ali Warsame
Saado Ali Warsame (somalski Saado Cali Warsame; Buuhoodle, 1950. - Mogadishu, 23. srpnja 2014.) bila je somalijska pjevačica, tekstopiskinja i političarka aktivna u SAD-u. Kao političarka zauzela se za mirno rješavanje sukoba i prestanak građanskoga rata, a kao umjetnica je ostavila neizbrisiv trag u somalijskoj glazbi ostavivši snažan utjecaj na brojne naraštaje glazbenih, likovnih i plesnih umjetnika.  Poginula je u napadu islamista 2014. godine.

## Životopis
Rođena je 1950. u gradu Buuhoodle na sjeveru Somalije. Rodom je iz nomadske obitelji potklana Dhulbahante, članova zajednice Daroda.
Početkom građanskog rata 1990-ih seli se u američki Minneapolis u saveznoj državi Minnesoti. Zbog zalaganja i brige za somalijske iseljenike u Sjedinjenim Državama, ondašnji sunarodnjaci, pripadnici somalijske zajednice, dodijelili su joj nagradu za životno djelo 2011. godine, na njezinom koncertu u Torontu.
Godine 2012. vratila se u Somaliju, gdje obnašala dužnost zastupnice u Somalijskom parlamentu sa sjedištem u Mogadishuu.

## Diskografija
Izdala je tri studijska abuma:
- Laand Karuusar
- Aan kuu Taliyo
- Libdhimeyside Laas Caanood, Laba maahaa Waddankeennu